# 縣道152號
縣道152號（公館－名間），是位於台灣中部的縣道公路，西起彰化縣大城鄉西港接台61線大城交流道，東至南投縣名間鄉濁水，全長共計51.098公里（公路總局資料）。

## 歷史沿革
2016年1月22日，中華民國交通部公告修正縣道152號路線，終點改為名間（與台3線相交處），原磨仔坑至林尾路段改編為南投縣鄉道投54線。
2024年1月24日交通部公告彰化縣縣道及鄉道公路路線調整明細表。
- 九塊厝路段改線：於東陽路二段與東陽路二段永祥巷（原彰169線）交叉路口改線，路線往北沿東陽路二段永祥巷（原彰169線），接著往東沿竹城路至銜接原縣道152線止；原彰166線岔路以西路段解編，以東路段併入新彰166線。
- 路口厝路段改線：於中圍路與溪林路交叉路口改線，路線沿中圍路至銜接原縣道152線止，原路段解編。中圍路係於2017年動工之「152線14K+500~22K+639段拓寬工程」中之新闢道路[3][4]。
- 溪墘厝－溪州市區路段改線：於溪林路與溪二路交叉路口改線，路線往東沿溪二路，接著與台1線共線至銜接原縣道152線止；原路段於原彰184線岔路至原彰183線岔路之間路段，改編併入新彰184線，其餘路段解編。溪二路係於2017年動工之「152線14K+500~22K+639段拓寬工程」中之新闢道路[3][4]。

## 行經行政區域
| 彰化縣 | 大城鄉 | 大城交流道 | 0.000                    | 台61線 · 台17線              | 公路起點                  |
| 彰化縣 | 大城鄉 | 西港       | 0.000                    | 台61線 · 台17線              | 公路起點                  |
| 彰化縣 | 大城鄉 | －         | （地區道路）             | 0                            |                           |
| 彰化縣 | 大城鄉 | －         | （地區道路）             | 公館                         | 0                         |
| 彰化縣 | 大城鄉 | －         | 彰161線                  | 公館                         | 彰161線起點               |
| 彰化縣 | 大城鄉 | －         | 彰161線                  | 山寮                         | （同上）                  |
| 彰化縣 | 大城鄉 | －         | 彰165線                  | 山寮                         | 彰165線起點               |
| 彰化縣 | 大城鄉 | 吳厝寮     | －                       | 彰159線                      | 與彰159線共線起點         |
| 彰化縣 | 大城鄉 | 吳厝寮     | －                       | 彰159線                      | 與彰159線共線終點         |
| 彰化縣 | 大城鄉 | 大城市區   | －                       | 彰159線                      | （同上）                  |
| 彰化縣 | 大城鄉 | 大城市區   | －                       | 彰159-1線                    |                           |
| 彰化縣 | 大城鄉 | 大城市區   | 3.000                    | 縣道143號                    | 與縣道143號共線起點       |
| 彰化縣 | 大城鄉 | 大城市區   | －                       | 縣道143號                    | 與縣道143號共線終點       |
| 彰化縣 | 大城鄉 | －         |                          |                              |                           |
| 彰化縣 | 大城鄉 | 安東寮     | －                       | （地區道路）                 |                           |
| 彰化縣 | 大城鄉 | 頂山腳     | －                       | （地區道路）                 |                           |
| 彰化縣 | 大城鄉 | 尤厝       | －                       | 彰167線                      |                           |
| 彰化縣 | －     |            |                          |                              |                           |
| 彰化縣 | 竹塘鄉 | 九塊厝     | －                       | 彰169線                      | 彰169線終點               |
| 彰化縣 | 竹塘鄉 | 九塊厝     | －                       | 彰171線                      | 彰171線終點               |
| 彰化縣 | 竹塘鄉 | 九塊厝     | －                       | 彰166線                      | 彰166線終點               |
| 彰化縣 | 竹塘鄉 | 三塊厝     | －                       | 彰173線                      |                           |
| 彰化縣 | 竹塘鄉 | 西塞厝     | 11.400                   | 台19線                       | 與台19線共線起點          |
| 彰化縣 | 竹塘鄉 | 土庫       | －                       | 台19線 · 彰175線             |                           |
| 彰化縣 | 竹塘鄉 | 土庫       | －                       |                              |                           |
| 彰化縣 | 竹塘鄉 | 土庫       | －                       | 台19線 · 彰175-1線 · 彰176線 | 彰175-1線終點 彰176線起點 |
| 彰化縣 | 竹塘鄉 | 崙仔       | －                       | 台19線 · 彰175-1線 · 彰176線 | （同上）                  |
| 彰化縣 | 竹塘鄉 | 崙仔       | －                       |                              |                           |
| 彰化縣 | 竹塘鄉 | 崙仔       | －                       | 台19線 · 彰127線             | 0                         |
| 彰化縣 | 竹塘鄉 | 大灣       | －                       | 台19線 · 彰127線             | 0                         |
| 彰化縣 | 竹塘鄉 | 大灣       | 14.600                   | 台19線                       | 與台19線共線終點          |
| 彰化縣 | 竹塘鄉 | 大灣       | －                       | 彰177線                      | 彰177線起點               |
| 彰化縣 | 竹塘鄉 | 大灣       | －                       | 彰179線                      | 彰179線起點               |
| 彰化縣 | 埤頭鄉 | 竹圍       | －                       | （地區道路）                 |                           |
| 彰化縣 | 埤頭鄉 | 路口厝     | －                       | （地區道路）                 | 0                         |
| 彰化縣 | 埤頭鄉 | 路口厝     | 18.100                   | 縣道145號                    |                           |
| 彰化縣 | 埤頭鄉 | 路口厝     | －                       | 彰185線                      | 彰185線終點               |
| 彰化縣 | 埤頭鄉 | 斗六甲     | －                       | （地區道路）                 |                           |
| 彰化縣 | 埤頭鄉 | 庄內       | －                       | （地區道路）                 |                           |
| 彰化縣 | 溪州鄉 | 溪墘厝     | －                       | 台1線                        | 與台1線共線起點           |
| 彰化縣 | 溪州鄉 | 溪墘厝     | －                       |                              |                           |
| 彰化縣 | 溪州鄉 | 溪墘厝     | －                       | 台1線 · 彰199線              | 彰199線終點               |
| 彰化縣 | 溪州鄉 | 瓦厝       | 22.100                   | 台1線                        | 與台1線共線終點           |
| 彰化縣 | 溪州鄉 | 瓦厝       | －                       | 彰105線                      | 彰105線起點               |
| 彰化縣 | 溪州鄉 | 溪州市區   | －                       | 彰105線                      | （同上）                  |
| 彰化縣 | 溪州鄉 | 溪州市區   | －                       | 彰103線                      |                           |
| 彰化縣 | 溪州鄉 | 圳寮       | －                       | 彰101線                      |                           |
| 彰化縣 | 溪州鄉 | 塗葛厝     | －                       | 彰107線                      | 與彰107線共線起點         |
| 彰化縣 | 溪州鄉 | 塗葛厝     | －                       | 彰107線                      | 與彰107線共線終點         |
| 彰化縣 | 溪州鄉 | 下霸       | －                       | 彰99線                       | 與彰99線共線起點          |
| 彰化縣 | 溪州鄉 | 下霸       | －                       | 彰99線                       | 與彰99線共線終點          |
| 彰化縣 | 溪州鄉 | 頂寮       | －                       | （地區道路）                 |                           |
| 彰化縣 | 溪州鄉 | 松仔腳     | －                       | （地區道路）                 |                           |
| 彰化縣 | 溪州鄉 | 下水埔     | －                       | 彰109線                      | 彰109線終點               |
| 彰化縣 | 二水鄉 | 過圳       | －                       | （地區道路）                 |                           |
| 彰化縣 | 二水鄉 | 五伯       | －                       | （地區道路）                 |                           |
| 彰化縣 | 二水鄉 | 二水市區   | 36.100                   | 縣道141號                    | 與縣道141號共線起點       |
| 彰化縣 | 二水鄉 | 二水市區   | －                       | 縣道141號 · 彰110線          | 彰110線起點               |
| 彰化縣 | 二水鄉 | 大丘園     | －                       | 縣道141號 · 彰114-1線        | 彰114-1線起點             |
| 彰化縣 | 二水鄉 | 合興       | 39.400                   | 縣道141號                    | 與縣道141號共線終點       |
| 彰化縣 | 二水鄉 | 合興       | －                       | 彰114線                      | 彰114線終點               |
| 彰化縣 | 二水鄉 | 源泉       | 38.400                   | 彰115線                      | 彰115線終點               |
| 彰化縣 | 二水鄉 | 源泉       | － 平交道 平面交會集集線 |                              |                           |
| 彰化縣 | 二水鄉 | 源泉       | 36.624                   | 縣道137號                    | 終點                      |
| 南投縣 | 名間鄉 | 新民       | －                       | 投44線                       | 投44線起點                |
| 南投縣 | 名間鄉 | 名間市區   | －                       | （地區道路）                 |                           |
| 南投縣 | 名間鄉 | 名間市區   | －                       |                              |                           |
| 南投縣 | 名間鄉 | 名間市區   | －                       | （地區道路）                 |                           |
| 南投縣 | 名間鄉 | 濁水       | 47.700                   | 台3線                        | 公路終點                  |
| 共線   |        |            |                          |                              |                           |

## 沿線路名
- 福建路
- 王厝巷
- 吳厝巷
- 南平路
- 中平路
- 北平路
- 北山路
- 天惠路
- 東陽路二段
- 東陽路二段永祥巷
- 竹城路
- 中央路一段
- 竹林路一段
- 溪林路
- 中圍路
- 溪二路
- 中山路二－三段
- 溪下路
- 登山路二－一段
- 榮光路
- 東彰南路一段
- 民生路
- 南通路
- 南通路一段20巷
- 水森路
- 員集路一段（二水鄉）
- 員集路（名間鄉）

## 沿線設施與景點
- 大城交流道（ 台61線）
- 彰化縣竹塘鄉長安國民小學
- 彰化縣埤頭鄉中和國民小學
- 彰化縣溪州鄉南州國民小學
- 彰化縣溪州鄉溪州國民小學
- 彰化縣溪州鄉成功國民小學
- 彰化縣溪州鄉大庄國民小學
- 濁水車站（集集線）